# ニューマドリッド地震

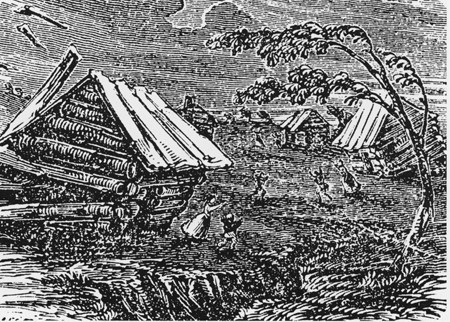
ニューマドリッドの大地震、19世紀の木版画、ディブンスのOur First Century（1877年）より

ニューマドリッド地震（ニューマドリッドじしん、英: 1811–1812 New Madrid earthquakes）は、1811年12月16日にアメリカ合衆国で発生した1組の大変大きな地震に始まった、ニューマドリッド地震帯における一連の激しい内陸地殻内地震（連動型地震）である。これらの地震はアメリカ合衆国東部の歴史に記録された中でも最大の地震であり続けている。この地震は、それが起こった地震帯と共に、当時ルイジアナ準州、現在ミズーリ州のミシシッピ川沿いの町ニューマドリッドからその名前が付けられている。
この地震でかなりの揺れが感じられたのはおよそ13万 km2 (5万 平方マイル) 以上、中程度の揺れが感じられたのは300万 km2 (100万 平方マイル) 近いという推計がある。1906年のサンフランシスコ地震では、中程度の揺れが感じられたのがおよそ16,000 km2 (6,200 平方マイル) 以上であり、その大きさが分かる。

## 1811年から1812年の地震

### 4つの地震
- 1811年12月16日 UTC 8時15分（現地時間午前2時15分）、アーカンソー州北東部を震源とするマグニチュード7.2から8.1の地震が発生した[2]。震源近くにはまだ人があまり住んでいなかったこともあり、人工構造物に対する被害は僅かだった。後にテネシー州メンフィス市となる地域はメルカリ震度階級IXの揺れを記録した。副振動は上流に伝播し、リトルプレーリー（現在のミズーリ州カルサーズビル近く、サンフェルナンド砦があった場所の集落）では、土壌の液状化現象によって大きな被害が出た[3]。
- 1811年12月16日 UTC 14時15分（現地時間午前8時15分）、アーカンソー州北東部を震源とするマグニチュード7.2から8.1の地震が発生した。これは最初の地震から6時間後に発生し、同じくらいの強度だった[2]。
- 1812年1月23日 UTC 15時（現地時間午前9時）、ミズーリ州ブートヒール地域を震源とするマグニチュード7.0から7.8の地震が発生した[2]。激震地では土地のゆがみ、突出、亀裂、大きな地滑り、川土手の陥没が起こった。ジョンソンとシュバイクはこの地震をニューマドリッド北断層の崩壊のせいとしている。リールフット断層に歪みを与えた可能性があった[3]。
- 1812年2月7日 UTC 9時45分（現地時間午前4時45分）、ミズーリ州ニューマドリッドを震源とするマグニチュード7.4から8.0の地震が発生した[2]。ニューマドリッドの町が破壊された。同州セントルイスでは多くの家屋が大破し、ジョンソンとシュバイクはこの地震を確実にリールフット断層によるものとしている。この逆断層の一部が隆起したことで、ケンタッキー・ベンドではミシシッピ川に一時的な滝が生まれ、その波が上流に運ばれ、現在のテネシー州レイク郡での流れを妨げることでリールフット湖が造られた[3]。

アメリカ地質調査所の地震学者スーザン・ヒューは2010年、これら地震の強度を「マグニチュード7の前後。少し下か少し上だが7.5までは行かない」と推計していた。

### 体験者の証言
ロンドン・リンネ協会のフェローだったジョン・ブラッドベリーは、1811年12月15日の夜をミシシッピ川上で過ごしており、1817年に出版した『1809年、1810年、1811年のアメリカ内陸旅行』でその震動を詳細に記録している。
我々は夕食後にいつもの通り寝に行った。10時頃、また夜中に大きな震動音で目覚め、その後に船が激しく揺れた。転覆する危険性もあった。川が嵐で吹き上げられているかのようであり、騒音が想像もつかないほど大きく恐ろしかったが、木が倒れてぶつかる音が聞こえ、川にいる野生の水鳥の叫びも聞こえた。しかし船はその舫場所で安全であることが分かった。

船尾の大きな旗の所にあった火の所に辿り着くことができた時には、揺れが収まっていた。しかし直ぐに上流と下流の垂直な堤が大量に川に落ち始め、それが起こしたうねりで船が沈むところだった。日の出までに27回の揺れを数えた。
ミズーリ準州ニューマドリッド住人エリザ・ブライアンは、1812年3月に次のような体験談を記していた。
1811年12月16日午前2時頃、激しい地震動に襲われ、騒々しくても遠くの雷に似ているが、もっと耳障りで振動する大変恐ろしい音が続き、数分後には大気が硫黄の蒸気で飽和され、完全な暗闇に包まれた。驚愕した住民があちこち走り回り、どこに行くべきかも分からず、何をすべきかも分からずに叫んでおり、あらゆる種類の水鳥や動物が泣き叫び、木が倒れて割れる音が聞こえ、ミシシッピ川が咆哮していた。流れは数分間逆行し、想像できるようにその河床に突入して、全く恐ろしい光景を作った。
第4代イリノイ州知事など多くの政治的役職を務めたジョン・レイノルズ（1788年2月26日-1865年5月8日）は、1855年に出版した自伝『私自身の時: 私の人生の歴史も含む』で、この地震に触れている。
1811年11月（ママ）16日夜、地震が起こり、人々の間に大きな恐怖を引き起こした。その震源はミズーリ州ニューマドリッドだったが、ミシシッピ川の流域全体が激しく揺れた。私の家族は皆丸太小屋で眠っており、父は「インディアンが馬に乗っている」と叫びながらベッドから飛び起きた。私は父の誤りを笑ったが、間もなくインディアンよりも事態が悪いことに気付いた。そのとき家族の誰も地震だったと気付いていなかった。翌朝再度地震に襲われて、それが地震だと判断した。牛が恐怖で鳴きながら家に走り戻り、動物は全て地震に恐ろしく怯えていた。我々の家にもひびが入って揺れたので、家が倒壊するのではないかと怖れた。アメリカン・ボトム（ミシシッピ川流域）では、多くの煙突が倒れ、カホキアの教会の鐘は建物の震動で鳴っていた。1804年にはカスカスキアでも地震動が感じられたと言われているが、私は感じなかった。イリノイ州では何年も余震が続き、今年、1855年でも幾つかの震動があった。
シェーカー教徒の日記作者サミュエル・スワン・マクレランドは、信徒の開拓地インディアナ州ウェストユニオンでの地震の影響を叙述していた。地震のためにシェーカー教徒の最西端である開拓地を一時的に放棄することになった。

## 地震の影響
震源の近くでは砂の吹き出しがあちこちで見られた。現在でも耕作地を上空から見れば確認できる。地震波は中西部の硬い地盤を確実に進行し、ペンシルベニア州ピッツバーグやバージニア州ノーフォークの住人でも、激しい震動で目が覚めた。マサチューセッツ州ボストンやカナダ、オンタリオ州ヨーク（現在のトロント）でも教会の鐘が鳴ったと報告され、ワシントンD.C.では歩道が割れて壊れたと報告された。

### 災害救助
当時ルイジアナ準州知事（地震の直ぐ後に、新しいルイジアナ州との混同を避けるためにミズーリ準州と改称された）ウィリアム・クラークは、1812年1月13日付けで、「ニューマドリッド郡住民」に対する連邦政府の救済を要請した。ウィリアム・クラークは1803年から1805年にメリウェザー・ルイスと共に西部を探検したルイス・クラーク探検隊の指導者だった。
悲惨さと苦痛の目録があり、それで万物の至高の存在に地球上の住人を訪れる喜びを与えてきたが、地震ほど真に恐ろしく破壊的なものはない。...この準州内、元ニューマドリッド地区、現ニューマドリッド郡の住人は最近この種の厄災に何度か見舞われ、この国の大部分に影響を及ぼし、多くの家族を大きな苦難に巻き込み、完全に廃墟になった所もある。...準州議会の意見では、連邦政府の支出であたう限り公的資金あるいはその他の方法によって、前述住民の救済のために法を規定しあるいは規制を排除するべきと考える。
これは、アメリカ合衆国政府がその領土内から受け取ったまさに最初の要請である可能性がある。

### 奴隷ジョージの殺人
この地震はジョージ・ルイス（一般には「奴隷のジョージ」と呼ばれていた）の殺人者に裁きを与えることになった。1811年12月15日から16日の夜に、ジョージはトーマス・ジェファーソンの2人の甥、リルバーン・ルイスとアイシャム・ルイスに殺された。この2人はメリウェザー・ルイスと親戚でもあった。2人が他の奴隷の前で斧を用いてジョージを殺した後、ジョージの主人はその遺骸を燃やすつもりだったが、ニューマドリッド地震の最初の震動が起こってそれができなくなり、遺骸は煉瓦造りの煙突に埋葬された。この殺人はそのまま当局に発見されないままとなった可能性もあったが、1月23日と2月7日の地震で煙突が部分的に崩壊し、ジョージの遺骸が出てきた。リルバーンとアイシャムは直ぐに捜査され、逮捕され、告発された。リルバーンは自殺し、アイシャムは監獄から脱走したが、おそらく米英戦争の間に死んだ。

## 地質的な構造

リールフット亀裂

ニューマドリッド地震が起きた根本的な原因はよく理解されていないが、現在ある断層が、ミシシッピ川沖積平野の下に埋もれた古代の地質的状態、所謂リールフット亀裂に関係しているように見られている。

### リールフット亀裂
ニューマドリッド地震帯は、新原生代（約7億5千万年前）、超大陸ロディニア大陸の分離中に、現在の北アメリカ大陸が分離あるいは亀裂が入り始めた時に形成された再活性断層でできている。断層は亀裂にそって作られ、マグマから火成岩が作られ、表層に押し上げられた。その結果亀裂が壊れたが、地下深くにオーラコゲン（傷跡あるいは弱い地層）として残った。2億年前に再度亀裂を形成する動きが別の断層を形成し、この地域をさらに弱くした。その結果として地質構造がリールフット亀裂を形成し、その後若い堆積物によって深く埋められてきた。しかし古代の亀裂はニューマドリッド地域において地球の地殻の深さまで岩を形成したので、北アメリカの他地域よりも機械的に弱くなった。
この弱さが、おそらくは近くの強い火成岩からの焦点効果と組み合わされ、北アメリカ・プレートに存在する比較的小さな東西方向圧縮力によって古い断層を再活性させ、この地域に地震を起こりやすくさせた。
北アメリカのストレス環境において他の亀裂が起こることも知られているが、全てが現代の地震と関連してはいないので（例えばミネソタ州からカンザス州に伸びる大陸中部亀裂体系）、別の過程によってニューマドリッド断層の機械的ストレスを部分的に増加させるように働く可能性がある。最終氷期末に大陸氷河の融解によって生じた岩石圏の曲げに関わるストレスの変化が、一定の役割を果たしたと考えられており、また断層の下の火成岩層が沈降して下向きの力が働いたとも考えられている。この地域の下の岩石圏で、何らかの形態の熱が深層の岩に塑性を与え、断層が起こっている表層に近い所に圧縮力を集中させたという説も提案されている。あるモデルでは、ニューマドリッド地震帯の下で、ファラロンプレートの沈降で生じたマントルの流れにおける変化から、部分的なストレスが生じた可能性もある。

### 地震帯
現代におきた地震の震央を地図上にプロットしてみると、3つの傾向が明らかである。1つはアーカンソー州のリールフット亀裂の向きに平行な北東から南西に向いた線であり、その南では北西に曲がっている。これはリールフット亀裂に平行な右横ずれ断層である。
2つめは南東から北西に向いた線であり、ニューマドリッドの南西に起きている。この線はティプトンビル・ドームとリールフット湖の貯水に関わるリールフット亀裂と呼ばれる突上げ断層である。この断層に沿った震央の位置は、断層表面が傾斜して南向き約40度で地中に入っているので、比較的広がっている。断層のずれは北東を向いている。1811年から1812年にこの断層が動いて、ミシシッピ川に滝を生じさせた。
3つめはリールフット亀裂の北西端から北東に延びており、ニューマドリッド北断層と呼ばれるもう一つの右横ずれ断層である。

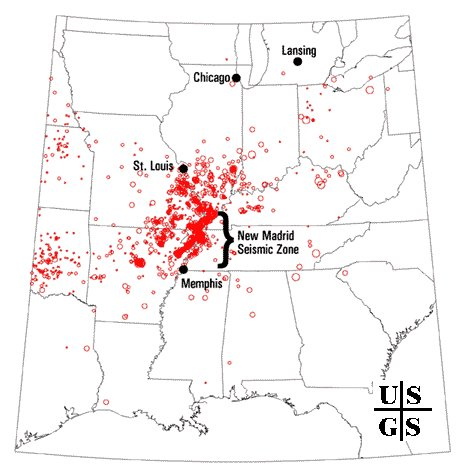
1974年以降に報告された4,000回以上の地震震央

1974年以降の地震観測で4,000回以上の地震の震央が特定されてきた。リールフット亀裂の地震活動から地震が発生してきたことが分かる。右図の赤くなっている地帯がニューマドリッド地震帯である。

### 近年の地震
今日でもこの地震帯は活動している。この数十年間でも小さな地震が続いてきた。最近の地震予知では今後50年以内に、1811年から1812年に起きたものと同程度、すなわちマグニチュード7.5から8.0の大地震が繰り返される可能性は7ないし10%としている。同じく今後50年以内にマグニチュード6.0以上の地震が起こる可能性は25ないし40%とされている。

### 再発の可能性
アメリカ合衆国連邦緊急事態管理庁が2008年11月に発行した報告書では、ニューマドリッド地震帯で大きな地震があれば、「国内の自然災害に起因する最大級の経済損失」に繋がり、さらにアラバマ州、アーカンソー州、イリノイ州、インディアナ州。ケンタッキー州、ミシシッピ州、ミズーリ州、および特にテネシー州で「広く壊滅的な」被害を予測し、マグニチュード7.7以上の地震であれば、数万棟の構造物に被害を与え、水道、交通など重要なインフラに影響するとしている。
大地震再発の可能性があり、今日この地震帯周辺にある人口密度が高い都市に影響を与える可能性があるので、ニューマドリッド地震帯を理解するための研究が促進されてきた。過去の地震の記録を調べ、現代の地震活動による大地の動きをモニターすることで、科学者達はその原因と、再発の間隔を予測しようとしている。
ニューマドリッド断層に沿った大地の明白な動きが無いことで科学者達を悩ませてきた。2009年、GPS計測に基づく8年間の研究2件で、この断層は年 0.2 mm 以上動いていることが分かった。カリフォルニア州のサンアンドレアス断層の場合は年間 37 mm も動いており、ニューマドリッド断層の場合はかなり小さいことが分かる。

## ギャラリー

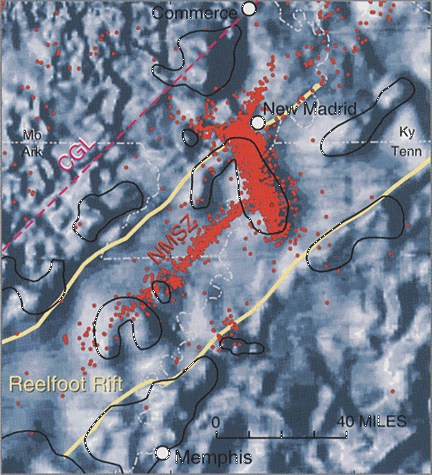
リールフット亀裂とニューマドリッド地震帯
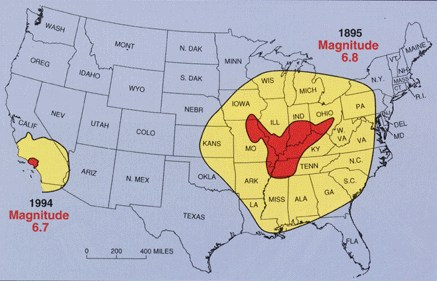
被害範囲の比較。右は1895年に起きたマグニチュード6.8のニューマドリッド中規模地震、左端は1994年にロサンゼルスで起きた同規模地震（マグニチュード6.7）